# Старе Краснодемби
Старе Краснодемби (пол. Stare Krasnodęby) — село в Польщі, у гміні Александрув-Лодзький Зґерського повіту Лодзинського воєводства.
Населення — 81 особа (2011).

## Демографія
Демографічна структура станом на 31 березня 2011 року:
|          | Загалом | Допрацездатний вік | Працездатний вік | Постпрацездатний вік |
| -------- | ------- | ------------------ | ---------------- | -------------------- |
| Чоловіки | 38      | 5                  | 29               | 4                    |
| Жінки    | 43      | 10                 | 26               | 7                    |
| Разом    | 81      | 15                 | 55               | 11                   |